# Окапи
Окапи (Okapia johnstoni) је сисар који, заједно са жирафом, припада породици Giraffidae. Настањује прашуме северног дела Демократске Републике Конго. Познат је по својим црно-белим ишараним ногама, као и по томе да је најближи рођак жирафа.
Пре 1900. године, окапи није био познат западном свету и научницима. Као врста, званично је признат 1901. године.

## Изглед
Окапи имају тамну длаку на леђима, са белим пругама које се пружају дуж предњих и задњих ногу. Овакав склоп боја се сматра да помаже младунцима како би препознали мајку у густој прашуми, као и у камуфлажи.
Линија тела је слична жирафиној, с изузетком да окапи имају много краће вратове. Обе врсте имају изразито дугачак и покретљив језик тамноплаве боје - дужине до 30 центиметара (жирафин је мало дужи), којим свлаче и кидају лишће и изданке са грана. Такође имају тамно обојену њушку и крупне уши којима детектују и најмање покрете у шуми.
До рамена су високи од 1,5 до 2 метра, а дугачки од 1,9 до 2,5 метара. Дужина репа износи од 30 до 42 центиметара. Маса се креће од 200 до 250 килограмa.

## Исхрана
Окапији су као и жирафе искључиво биљоједи. Главна храна си им млади изданци, пупољци и лиснате гранчице жбуња. Осим тога, у исхрану им улази и воће, трава, папрати и гљиве. Због немогућности да скочи или да се усправи на задње ноге како би јео лишће на вишим гранама, окапи користи свој релативно дуг и еластичан врат заједно са изузетно дугим језиком.

## Историја
Окапи је била позната животиња старим Египћанима - убрзо по свом открићу Европљанима, пронађене су прастаре изрезбарене слике у Египту са ликом окапија.